# 克里斯蒂安·迪尔

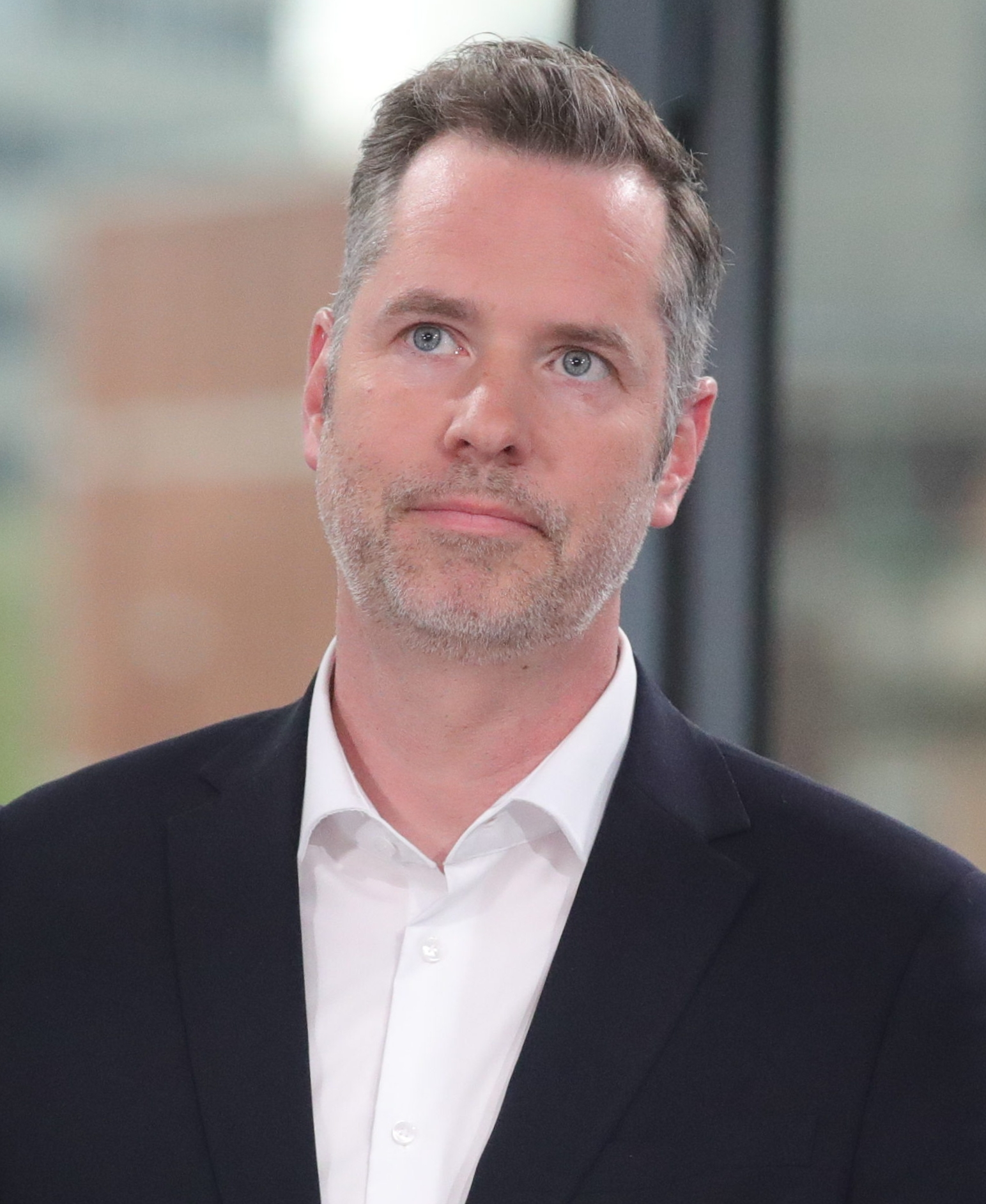
克里斯蒂安·迪尔，2023年

克里斯蒂安·迪尔（德語：Christian Dürr；1977年4月18日—）是一位德国自由民主党籍政治家。自2025年5月起，他一直担任该党的联邦主席。2017年至2025年，他担任德国联邦议院议员；2021年12月至2025年3月，他担任自民党议会党团主席。
2025年5月16日，在自民党党代会上，迪尔接任林德纳出任自民党党魁职务。外界普遍认为这一信号是自民党选择继承林德纳的路线。迪尔因此获得外号“克里斯蒂安二世”。